# The Bridge School Concerts: 25th Anniversary Edition
The Bridge School Concerts: 25th Anniversary Edition — збірка найкращих акустичних композицій, виконаних на благодійних концертах Bridge School Benefit, що вийшла 2011 року та була присвячена до 25-річчя фестивалю.

## Історія виникнення
Збірка містить 25 композицій, які записані під час благодійних фестивалів Bridge School Benefit в амфітеатрі «Шорлайн», Маунтін-В'ю, Каліфорнія. Захід відбувався майже щорічно, починаючи з 1986 року, а його засновниками стали Ніл Янг та його дружина Пегі Янг. Всі зібрані кошти йшли до благодійного фонду «Брідж-Скул», який опікувався дітьми із порушеннями мови та фізичними вадами.
За 25 років існування заходу на ньому з акустичними сетами виступали як дуже відомі рок-музиканти, такі як Пол Маккартні, Віллі Нельсон, Елтон Джон, Брюс Спрінстін, так і більш молоді виконавці — Шеріл Кроу, Маклахлан, Band of Horses, Гілліан Велч та інші.
Альбом вийшов на подвійному диску в жовтні 2011 року. Разом з ним було випущено трьохдисковий DVD, який містив записи виступів Боба Ділана, Девіда Бові, Патті Сміт та інших зірок, а також записи з-за лаштунків фестивалю, та документальний фільм про фонд «Брідж-Скул».
На сайті AllMusic альбом оцінили на 3.5 зірки з 5. Джеймс Крістофер Монгер назвав колекцію «солідним та невибагливим набором кавер-версій та оригінальних пісень, який більш ніж вартий своєї мізерної ціни».

## Список пісень
| Диск 1 | Диск 1                                          | Диск 1     |
| #      | Назва                                           | Тривалість |
| ------ | ----------------------------------------------- | ---------- |
| 1.     | «Born In The U.S.A.» (Брюс Спрінгстін)          | 3:42       |
| 2.     | «Too Much» (Dave Matthews Band)                 | 4:26       |
| 3.     | «Magic's In The Makeup» (No Doubt)              | 3:53       |
| 4.     | «Gone» (Джек Джонсон)                           | 2:00       |
| 5.     | «Blue Ridge Mountains» (Fleet Foxes)            | 4:40       |
| 6.     | «Love And Only Love» (Neil Young & Crazy Horse) | 5:56       |
| 7.     | «Rain On Tin» (Sonic Youth)                     | 7:59       |
| 8.     | «Better Man» (Pearl Jam)                        | 4:48       |
| 9.     | «The Way It Will Be» (Гіліан Велч)              | 5:03       |
| 10.    | «Country Feedback» (R.E.M. та Neil Young)       | 8:51       |
| 11.    | «The Great Divide» (Віллі Нельсон)              | 3:34       |
| 12.    | «Just A Little» (Нільс Лофгрен)                 | 3:39       |

| Диск 2 | Диск 2                                               | Диск 2     |
| #      | Назва                                                | Тривалість |
| ------ | ---------------------------------------------------- | ---------- |
| 1.     | «Elsewhere» (Сара Маклахлан)                         | 4:28       |
| 2.     | «Get Back» (Пол Маккартні)                           | 3:41       |
| 3.     | «A Dream Come True» (Елтон Джон та Леон Расселл)     | 4:39       |
| 4.     | «Marry Song» (Band of Horses)                        | 4:03       |
| 5.     | «Disposable Heroes» (Metallica)                      | 6:38       |
| 6.     | «After The Gold Rush» (Том Йорк)                     | 3:46       |
| 7.     | «The Difficult Kind» (Шерил Кроу)                    | 5:15       |
| 8.     | «Maybe This Time» (Тоні Беннетт)                     | 5:46       |
| 9.     | «Déjà Vu» (CSNY)                                     | 8:44       |
| 10.    | «Jesus, Etc.» (Нора Джонс)                           | 3:44       |
| 11.    | «I Was Dancing In The Lesbian Bar» (Джонатан Ричмен) | 2:42       |
| 12.    | «Surfin' USA» (Браян Вілсон)                         | 2:37       |
| 13.    | «Won't Get Fooled Again» (The Who)                   | 9:09       |